# Peter Verstegen
Peter Verstegen (Den Haag, 30 juli 1938) is een Nederlands schrijver en literair vertaler.

## Levensloop
Verstegen was van 1960 tot 1962 redacteur van het studentenweekblad Propria Cures en van 1974 tot 1976 van het literaire tijdschrift De Revisor. In 1980 leidde hij de vertalersactie "Geef ons heden" en richtte hij met Marko Fondse het literaire blad De Tweede Ronde op. Verstegen was sinds 1972 de levenspartner van Saskia Holleman (1945-2013).

## Prijzen
- 1959 - PC-Onthooftprijs voor Vraaggesprek met ds. Zandt
- 1960 - PC-Onthooftprijs voor Adenauer raus
- 1973 - Martinus Nijhoff Prijs voor zijn vertaling uit het Engels van Nabokovs Pale Fire
- 2005 - Vertaalprijs Fonds voor de Letteren

## Selectie uit vertaalde werken
- 1972 - Julius Nyerere, Het boekje van Nyerere
- 1982 - E.E. Cummings, Het driehoekig waarom (en andere gedichten)
- 1990 - Emily Dickinson, Ik vind vervoering in het leven. Vijftig brieven aan haar mentor
- 1995 - Charles Baudelaire, De bloemen van het kwaad (Les fleurs du mal, 1857)
- 1996 - Rainer Maria Rilke, Nieuwe gedichten 1
- 1997 - Rainer Maria Rilke, Nieuwe gedichten 2
- 1998 - Johann Wolfgang von Goethe, Het dagboek (Das Tagebuch)
- 1999 - William Shakespeare, Mijn liefde is een koorts: de sonnetten, ISBN 9041701680
- 2000 - Dante Alighieri, De goddelijke komedie (La Divina Commedia, met Ike Cialona)
- 2002 - Paul Verlaine, Een droom vreemd en indringend
- 2003 - John Milton, Het paradijs verloren (Paradise Lost), ISBN 9025334059
- 2005 - Emily Dickinson, Gedichten 1
- 2007 - Emily Dickinson, Gedichten 2
- 2008 - Petrarca, Het Liedboek
- 2009 - Heinrich Heine, Duitsland, een wintersprookje en andere gedichten
- 2011 - Emily Dickinson, Verzamelde gedichten
- 2012 - Charles Bukowski, De genoegens van de verdoemden
- 2013 - Albert Camus, De vreemdeling
- 2014 - Shakespeare, Venus en Adonis
- 2016 - Shakespeare, De schennis van Lucretia
- 2017 - Goethe, Erotica; herdruk proefschrift Vertaalkunde versus vertaalwetenschap (1993)
- 2018 - Shakespeare, Hamlet
- 2019 - Shakespeare, Othello
- 2020 - Verstegen, Verzamelde gedichten
- 2020 - Shakespeare, Macbeth

## Vertaling Nederlandse gezelschappen
Tussen 1975 en 1995 vertaalde hij voor Nederlandse gezelschappen theaterstukken, onder meer van:
- Beaumarchais
- Edward Bond
- Brecht
- Alan Brown
- Michael Frayn
- D.H. Lawrence
- Lesage
- Molière
- Peter Nichols
- Sartre
- Shaw
- Tom Stoppard
- Botho Strauss
- George Tabori
- Ruth Wolff